# Альманах сатиры и юмора
«Альманах сатиры и юмора» — юмористический фильм-спектакль. В 1980-м году вышло два выпуска, в постановке режиссёров А.Белинского и Е. Ануфриева.

## Выпуск № 1
Начинается и заканчивается чтением Юрием Яковлевым рассказа Н. В. Гоголя — «Театральный разъезд после представления новой комедии»; на протяжении всего выпуска между инсценировкой других рассказов разыгрывается интермедия Григория Горина — «Повязка на ноге»; и аккомпанемент пианиста  Бориса Мандруса; также в выпуске импровизация и инсценировка юмористических рассказов А. П. Чехова — «Дорогая собака»; Виктора Драгунского — «Змея»; Валентина Катаева — «Шубка»; фрагмент из оперетты Иоганна Штрауса, текст Николая Эрдмана — «Летучая мышь».

### В ролях
- Анатолий Кторов — «Дорогая собака»;
- Борис Петкер — «Дорогая собака»;
- Анатолий Адоскин — «Повязка на ноге»;
- Пётр Щербаков — «Повязка на ноге»;
- Татьяна Васильева — «Змея»;
- Лариса Голубкина — Розалинда («Летучая Мышь»); «Змея».
- Светлана Немоляева — «Шубка»;
- Никита Подгорный — «Шубка»;
- Юрий Яковлев — «Шубка»;
- Андрей Миронов — Генрих («Летучая Мышь»);
- Александр Ширвиндт — Фальк («Летучая Мышь»).

### Съёмочная группа
- Режиссёр-постановщик: Александр Белинский;
- Оператор-постановщик: Г.Алексеев;
- Художник-постановщик: С.Морозов;
- Художник по костюмам: Е.Верховская;
- Рисунки: Олега Теслера;
- Звукорежиссёр: М.Бикмантаева;
- Музыкальный редактор: Т.Гудкова.

## Выпуск № 2
Инсценированные юмористические рассказы журнала «Сатирикон»:
- Аркадия Аверченко — «Одинокий», «Преступление актрисы Марыськиной», «1812 год»;
- Надежды Тэффи — «Счастливая любовь» и «Проворство рук».

### В ролях
- Любовь Полищук — Любарская;
- Татьяна Васильева — Марыськина;
- Евгений Весник — ';
- Спартак Мишулин — ';
- Людмила Дребнёва — ';
- Владимир Корецкий — ';
- Вячеслав Шалевич — директор театра;
- Вера Орлова — ';
- Анатолий Баранцев — ';
- Андрей Цимбал — актер Макдональдов;
- Владимир Горюшин — '
- Евгений Данчевский — ';
- Всеволод Ларионов — ';
- Александр Потапов — ';
- Ольга Анохина — '
- А.Кузнецов — ';
- Валентина Шарыкина — ';
- Михаил Львов — ';

### Съёмочная группа
- Режиссёр-постановщик: Е.Ануфриев;
- Оператор-постановщик: Ю.Мелешко;
- Художник-постановщик: Валерия Ямковская;
- Композитор: Ираклий Габели.